# 財団法人東海学園
財団法人東海学園（ざいだんほうじんとうかいがくえん）は、かつて静岡県清水市（現・静岡市清水区）に存在した財団法人。財団法人東海大学への名称変更の後、組織変更して現在の学校法人東海大学となる。

## 概要
東海大学の前身である東海専門学校（後に東海科学専門学校）を経営していた。

## 沿革
- 1945年（昭和20年）
  - 8月15日 - 財団法人国防理工学園から財団法人東海学園に改称。
  - 8月15日 - 航空科学専門学校と電波科学専門学校を合併して、東海専門学校と改称[注釈 1]。
  - 11月26日 - 東海科学専門学校に校名変更[注釈 2]改称認可[4]  。
- 1946年（昭和21年）
  - 5月1日 - 財団法人東海学園から財団法人東海大学に改称。
- 1951年（昭和26年）
  - 3月7日 - 私立学校法により、学校法人東海大学に組織変更認可[5] される。

## 設置校
- 東海専門学校
- 東海科学専門学校